# 夜行秘密
『夜行秘密』（やこうひみつ）は、indigo la Endのメジャー6枚目、通算7枚目のアルバム。2021年2月17日にTACO RECORDSより発売。

## 概要
- 前作『濡れゆく私小説』より約1年半ぶりのアルバム。当初は2020年1月31日に行われたツアー「心実」最終公演にて2020年内の発表を予定していたが、2021年に延期となった。
- 2020年内に配信限定でリリースされたシングルを含めた全14曲収録。ファンクラブ会員限定シングルとして発売された『紫苑/アバケアネ』は未収録となった。
- 初回限定盤Aには今年1月に行われたワンマンツアー「ONEMAN HALL TOUR 2019-2020『心実』」東京・中野サンプラザホール公演の1日目、初回限定盤Bには同公演の2日目の模様が収められた映像ディスクが付属。それぞれDVD、Blu-ray、CDのみの通常盤、アナログ盤と全6タイプでの発売[2]。
- 発売に先駆け、アルバム収録曲より1月15日には『左恋』、29日には『夜光虫』、2月12日には『夜の恋は』が先行配信された[3]。

## 収録曲

### CD
全作詞・作曲:川谷絵音、全編曲:indigo la End
1. 夜行
2. 夜風とハヤブサ
  - 配信限定シングル。
3. 華にブルー
  - WOWOWオリジナルドラマ『出会い系サイトで70人と実際に会ってその人に合いそうな本をすすめまくった1年のこと』テーマソング。
4. チューリップ
  - 配信限定シングル。
5. 左恋
6. たまゆら
7. フラれてみたんだよ
  - 配信限定シングル。
8. 夜漁り
  - 配信限定シングル。テレビ東京系連続ドラマ『40万キロかなたの恋』オープニングテーマ。
9. 不思議なまんま
10. 晩生
11. さざなみ様
12. 固まって喜んで
13. 夜光虫
14. 夜の恋は
  - 2016年5月に開催された「METROCK 2016」にて、川谷が弾き語りで披露した曲。その後、2019年11月に行われたイベント『濡れゆく私小説展』にて発売されたカセットテープシングル『通り恋』のB面に、川谷による弾き語りデモが収録されていた[4]。

### DVD/Blu-ray（初回限定盤A）
- 2020年1月30日に中野サンプラザにて行われたライブ『indigo la End ONEMAN HALL TOUR 2019-2020「心実」2020.01.30（Thu）「朱の音」at 中野サンプラザ』より収録。

1. レナは朝を奪ったみたいだ
2. 秋雨の降り方がいじらしい
3. 魅せ者
4. 愛の逆流
5. 悲しくなる前に
6. 鐘泣く命
7. 小粋なバイバイ
8. 砂に紛れて
9. 想いきり
10. 瞳に映らない
11. 花傘
12. ラッパーの涙
13. 実験前
14. 秘密の金魚
15. Unpublished manuscript

### DVD/Blu-ray（初回限定盤B）
- 2020年1月31日に中野サンプラザにて行われたライブ『indigo la End ONEMAN HALL TOUR 2019-2020「心実」2020.01.31（Fri）「蒼の音」at 中野サンプラザ』より収録。

1. 渚にて幻
2. 夏夜のマジック
3. Midnight indigo love story
4. 忘れて花束
5. 心ふたつ
6. ほころびごっこ
7. 心の実
8. 見せかけのラブソング
9. 藍色好きさ
10. アリスは突然に
11. 結び様
12. 蒼糸
13. 通り恋
14. 幸せが溢れたら
15. Play Back End Roll